# Sizaire-Berwick
La Sizaire-Berwick è stata una casa automobilistica anglo-francese attiva dal 1913 al 1925. Nacque sulle ceneri della Sizaire-Naudin, attiva dal 1905 al 1913 ed in seguito si sdoppiò in due aziende: la francese Sizaire Frères (1920-29) e l'inglese Windsor (1924-27).

## Storia

### Le origini: la Sizaire-Naudin
Nel 1905, Maurice Sizaire fondò una società per la produzione di autovetture: a lui era affidata la parte teorica, mentre la realizzazione vera e propria era affidata a Louis Naudin. I due erano interessati alla costruzione di autovetture già da qualche anno. Fu infatti già nel 1900 che riuscirono a costruire insieme la loro prima autovettura. La società fondata nel 1905 prese il nome di Sizaire-Naudin, dai cognomi dei due soci fondatori, mentre la sede fu stabilita a Courbevoie, una città in cui di lì a non molto si moltiplicheranno le case automobilistiche dell'era pionieristica o immediatamente successiva. La prima vettura recante il nuova marchio Sizaire-Naudin era di fascia medio-bassa e d'impostazione sportiveggiante. Di fatto, questa prima Sizaire-Naudin può considerarsi come una delle antesignane del concetto di piccola vettura dal carattere sportiveggiante. 
In seguito arrivarono anche altri modelli, tra cui la Type F e la 12CV, con motore da 1.5 litri. Ma Sizaire ambiva ad una produzione più esclusiva e nel 1912 lasciò la società per dissapori con Louis Naudin. Quest'ultimo proseguì per conto proprio con la gestione dell'azienda, ma già nel 1913 morì: la Sizaire-Naudin andò avanti ancora per qualche anno, guidata da altri componenti del direttivo, poi lo scoppio della prima guerra mondiale la indebolì economicamente, al punto da costringerla a chiudere poco dopo il termine del conflitto, nel 1921.

## La nascita della Sizaire-Berwick

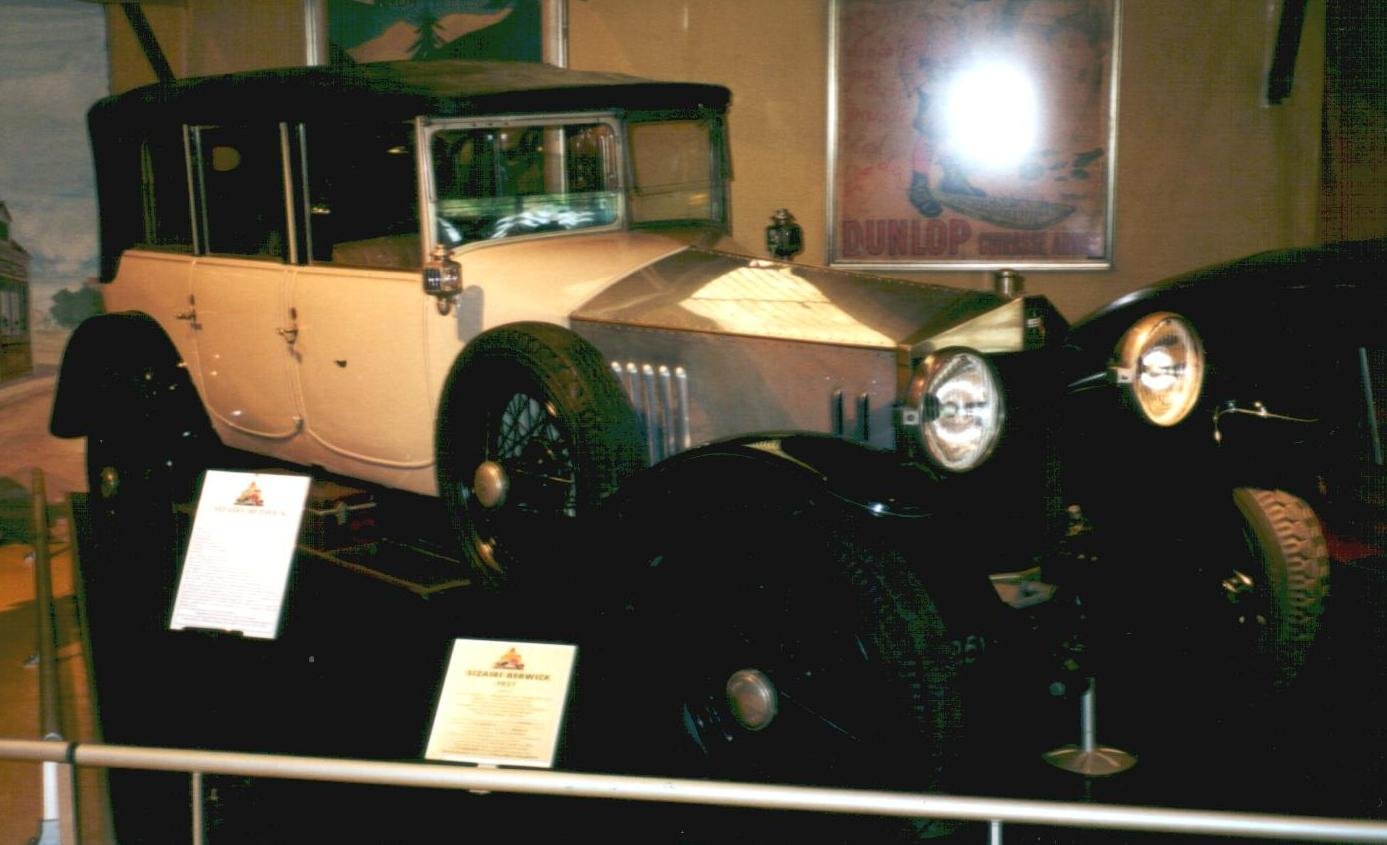
Una delle ultime Sizaire-Berwick

Dopo aver lasciato la Sizaire-Naudin, Maurice Sizaire si lanciò nella produzione di vetture di fascia alta e di lusso. Associatosi con suo fratello Georges, cominciò a lavorare alla realizzazione di un telaio per una vettura di fascia alta. Grazie all'appoggio finanziario di Frédéric-Guillaume de Berwick, carrozziere con sede a Londra, nel quartiere di Highgate, ed importatore in Inghilterra della Corre La Licorne, venne fondata la nuova società Sizaire-Berwick. L'accordo prevedeva la costruzione dei telai nel nuova stabilimento di Courbevoie e l'assemblaggio finale in Inghilterra presso la Berwick. 
Fu così che nel 1913 al Salone di Parigi fu presentata la 20HP, una vettura di fascia alta che già al suo esordio incontrò un intoppo legale. Il suo frontale, ed in particolare la forma del suo radiatore, era infatti troppo simile a quello delle contemporanee Rolls-Royce. La casa di Crewe intentò quindi una causa legale nei confronti della Sizaire-Berwick, ma la perse poiché quest'ultima aveva registrato il disegno del radiatore, contrariamente alla Rolls-Royce stessa. La produzione poté quindi proseguire tranquillamente: la 20HP colpì per la sua eleganza e per le sue raffinate soluzioni tecniche. Per quanto riguardava le prestazioni, la casa dichiarava una velocità di punta di 95 km/h. Subito dopo esordì anche la 25/50 HP, una vettura più grande e costosa, equipaggiata da un motore a 4 cilindri da 4.5 litri, in grado di erogare una potenza massima di 65 CV.
Ma lo scoppio della guerra costrinse la casa ad interrompere la produzione automobilistica per dedicarsi alla produzione di veicoli per uso bellico. A tale scopo, nel 1915 venne costruito un nuovo stabilimento inglese, sempre nei pressi di Londra, per incrementare la produzione di aerei, come da commessa militare. Alla fine della guerra, la produzione automobilistica riprese regolarmente, ma nel 1919 venne mutata la ragione sociale, che cambiò in Berwick & Co Ltd, escludendo quindi il cognome di Maurice Sizaire e divenendo di fatto una casa automobilistica totalmente inglese, mentre lo stabilimento inglese di Courbevoie venne acquistato da un imprenditore statunitense che lo convertì all'attività di importatore dei modelli Sizaire-Berwick in Francia. Si venne così a creare una situazione curiosa: nata francese, l'azienda divenne inglese e anzi, la Francia divenne addirittura un mercato estero. Nonostante ciò, rimase immutato il marchio Sizaire-Berwick apposto sugli esemplari prodotti. La produzione, riavviata nel 1920, subì una brusca virata due anni dopo: infatti nel 1922 i fratelli Sizaire e la stessa carrozzeria Berwick rinunciarono alla conduzione dell'azienda, che fu affidata alla Austin, sotto la quale nacquero nuovi modelli, con carrozzerie e motori inglesi. Videro così la luce la 13/16 HP, dotata di motore da 1.7 litri e la 23/46 HP, equipaggiata da un 3.6 litri. Rimase in produzione anche la 25CV, versione aggiornata della precedente 25/50 HP. Subito dopo, fu presentato un prototipo equipaggiato da un 6 cilindri, ma la produzione con il marchio Sizaire-Berwick si arenò lì e nel 1925 la casa chiuse definitivamente i battenti.

### I fratelli Sizaire dopo il 1922
Si è già parlato del cambio di ragione sociale operato dall'azienda anglo-francese nel 1920: questo avvenne perché i due fratelli Maurice e Georges decisero di separarsi gradualmente dal sodalizio con Berwick e fondarono la Sizaire Fréres, una nuova casa automobilistica con sede nuovamente a Courbevoie. Ma fu solo a partire dal 1922 che i due si dedicarono autonomamente alla conduzione della loro nuova azienda. Il loro primo modello fu la 4 RI del 1923, con motore da 1993 cm3 e potenza massima di 50 CV. La vettura offrì interessanti contenuti tecnici, tra cui le sospensioni a ruote indipendenti sulle quattro ruote. Purtroppo, però, nel 1924 Georges Sizaire morì prematuramente lasciando l'azienda nelle sole mani del fratello maggiore Maurice. Da qui cominciò la fase conclusiva di questo nuovo capitolo della storia dei fratelli Sizaire. Per tre anni ancora la produzione ebbe luogo a Courbevoie, ma nel 1927 la sede operativa venne trasferita nel nuovo stabilimento di Levallois-Perret. Qui, nel 1928, venne prodotto il modello Six, così chiamato per il suo motore avalve a 6 cilindri, con cilindrata di 2910 cm3. Ad essa seguì l'ultimo modello, spinto da un motore Hotchkiss da 2413 cm3. La produzione cessò alla fine del 1929. 
Vale la pena spiegare anche quale fu il destino di Frédéric-Guillaume de Berwick: egli partecipò all'effimero sviluppo della casa inglese Windsor, che presentò il suo primo modello nel 1924, ma che chiuse i battenti solo tre anni dopo, nel 1927.